# Place Tolozan
La place Tolozan est une place du bas du quartier des pentes de la Croix-Rousse dans le 1er arrondissement de la ville de Lyon, en France.

## Situation
La place inclut un parking ainsi qu'une station Vélo'v (1022). Elle est ouverte à la circulation et permet de rallier la Grande rue des Feuillants dans son prolongement.

## Histoire
En 1740, la place est l'entrée sud du Port Saint-Clair sur le Quay des Feuillans qui deviendra le Quay (de) Saint Clair vers 1780,,.
Le Port Saint-Clair devient la place Tholozan par délibération du conseil municipal du 4 août 1854,.

## Toponyme
La référence à Louis Tolozan de Montfort, un prévôt des marchands de Lyon, qui est avancée actuellement pour justifier le nom de la place, si elle semble avérée à partir de 1865, doit être discutée comme étant celle qui fut initialement choisie par le conseil municipal de la ville de Lyon.
Comme en témoignent de nombreuses archives, c'est l'orthographe Place Tholozan qui est votée le 4 août 1854 pour remplacer le nom de Port Saint-Clair et qui sera utilisée pendant 10 ans par l'administration, jusqu'en 1863, avant d'être progressivement remplacée par l'orthographe actuelle à partir de 1865,,.
À l'inverse, les sources consultables qui font référence à l'orthographe Louis Tholozan de Monfort sont rares et toutes postérieures à cette date,,, et elle est inédite en 1854 dans les très nombreuses publications qui font référence à cet homme.

## Lieux remarquables
- L'immeuble au 19 est inscrit au titre des monuments historiques[13].

- Une plaque rend hommage à Armand Cohen et à Élie Boccara (père de Mireille Boccara) arrêtés en 1943 sur cette place par la Gestapo.
- La statue Le Patineur par César se trouve à l'orée de la place.

- La station Vélo'v (1022).

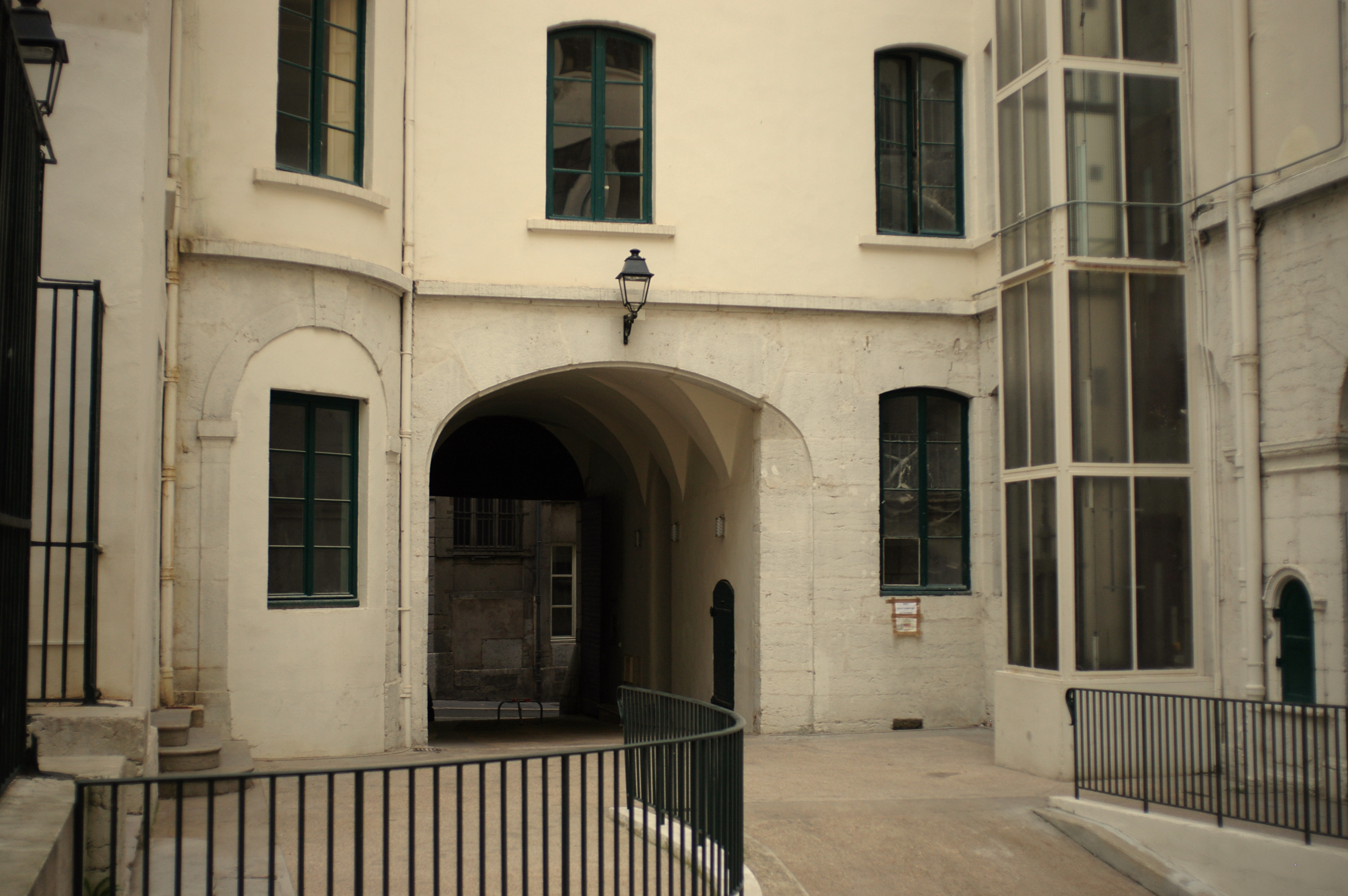
Vue de l'immeuble au 19.
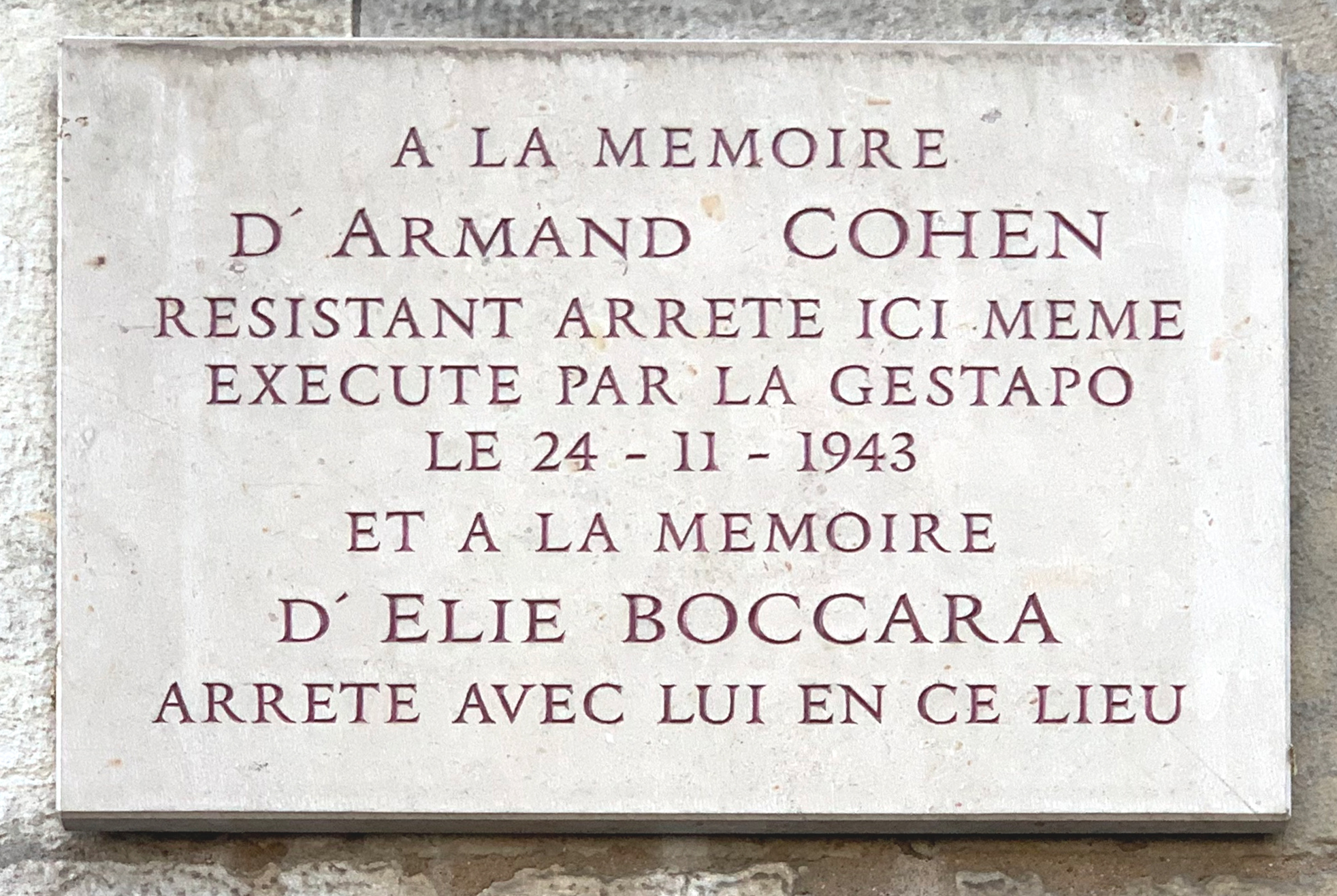
Plaque à la mémoire d'Armand Cohen et à celle d'Élie Boccara.
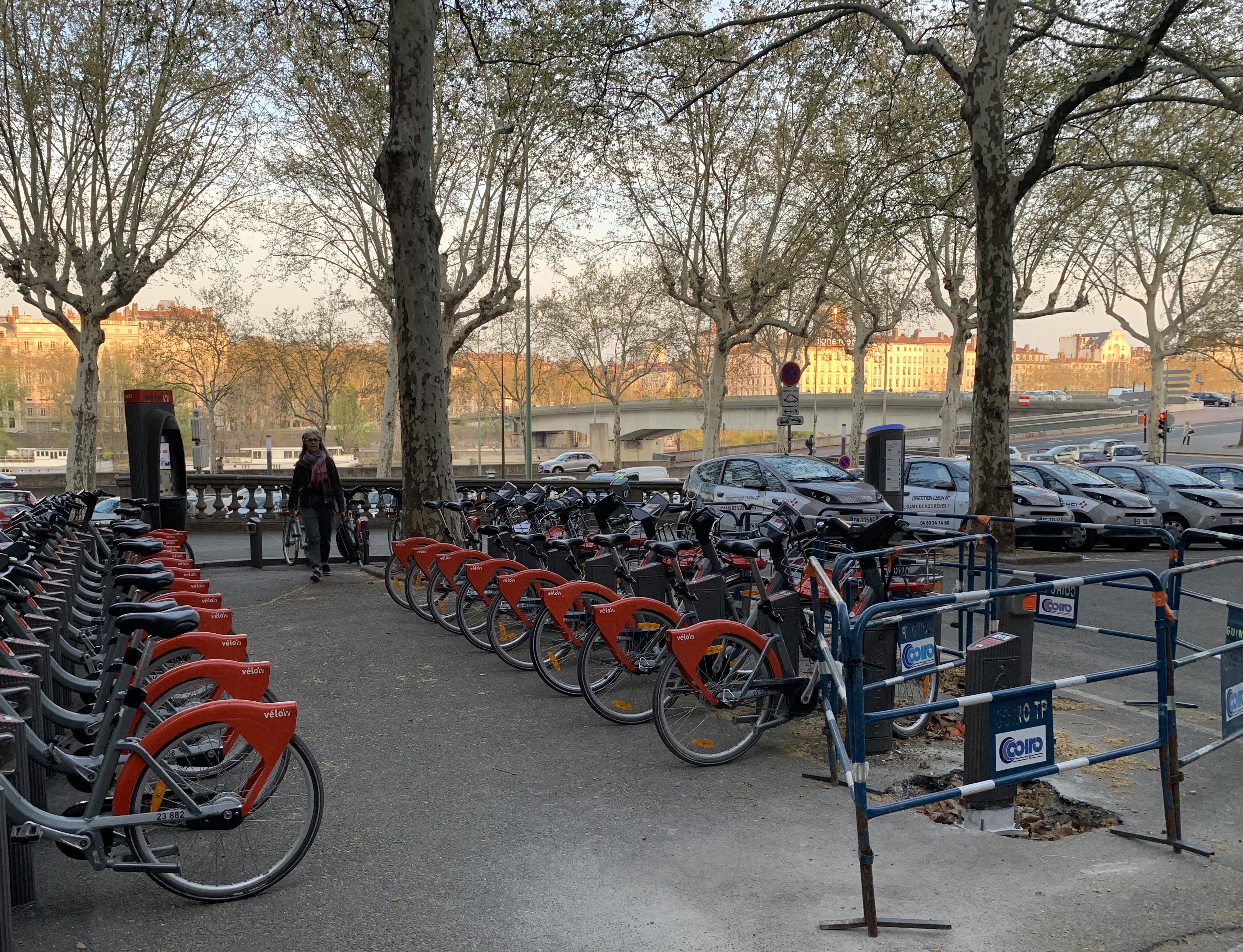
La station Vélo'v.

### Anciens lieux

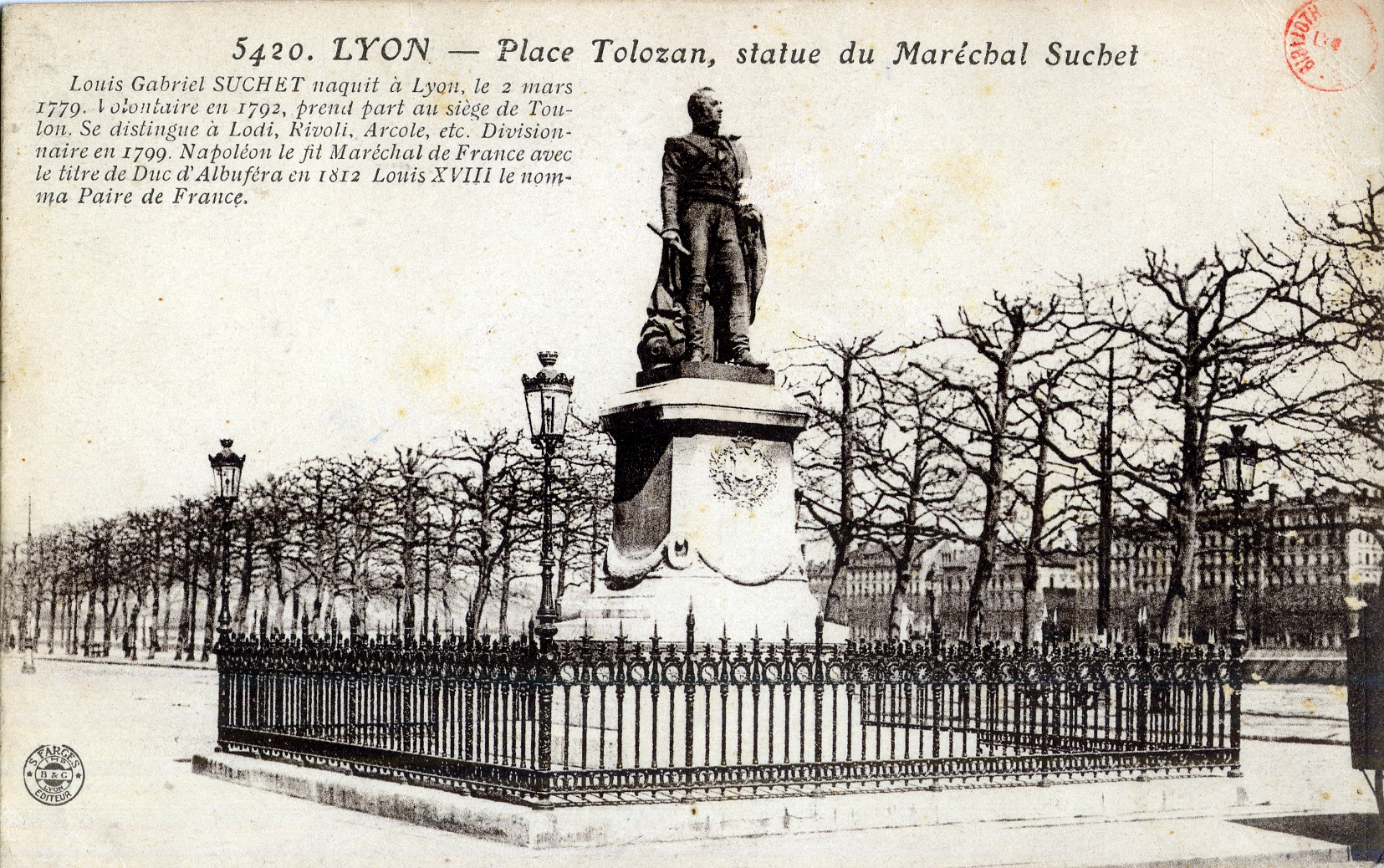
Ancienne statue du Maréchal Suchet.

- Il y eut une statue du Maréchal Suchet, par Tony Desjardins sur la place[14]. Elle fait partie des monuments en métaux non ferreux envoyés à la fonte pendant la Seconde Guerre mondiale[15].